# Lymire albipennis
Lymire albipennis là một loài bướm đêm thuộc phân họ Arctiinae, họ Erebidae.